# Línea Pamplona-Eugi
La Línea Pamplona - Eugi, es una línea de autobús que lleva la empresa de autobuses Artieda. Tiene 12 paradas a la ida y 12 a la vuelta.

## Paradas
| Sentido: JAURRIETA | Sentido: JAURRIETA | Sentido: JAURRIETA   |  | Sentido: PAMPLONA AUTOBUSES | Sentido: PAMPLONA AUTOBUSES | Sentido: PAMPLONA AUTOBUSES |
| Esquema            | Parada             | Correspondencia      |  | Esquema                     | Parada                      | Correspondencia             |
| ------------------ | ------------------ | -------------------- |  | --------------------------- | --------------------------- | --------------------------- |
|                    | Pamplona Autobuses | Pamplona - Jaurrieta |  |                             | Eugi                        | - -                         |
|                    | Zabaldica          | Pamplona - Jaurrieta |  |                             | Urtasun                     | - -                         |
|                    | Antxoritz          | Pamplona - Jaurrieta |  |                             | Saigós                      | - -                         |
|                    | Ilúrdoz            | Pamplona - Jaurrieta |  |                             | Zubiri                      | Pamplona - Jaurrieta        |
|                    | Zuriáin            | Pamplona - Jaurrieta |  |                             | Urdániz                     | Pamplona - Jaurrieta        |
|                    | Idoy               | Pamplona - Jaurrieta |  |                             | Larrasoaña                  | Pamplona - Jaurrieta        |
|                    | Larrasoaña         | Pamplona - Jaurrieta |  |                             | Idoy                        | Pamplona - Jaurrieta        |
|                    | Urdániz            | Pamplona - Jaurrieta |  |                             | Zuriáin                     | Pamplona - Jaurrieta        |
|                    | Zubiri             | Pamplona - Jaurrieta |  |                             | Ilúrdoz                     | Pamplona - Jaurrieta        |
|                    | Saigós             | - -                  |  |                             | Anchóriz                    | Pamplona - Jaurrieta        |
|                    | Urtasun            | - -                  |  |                             | Zabaldica                   | Pamplona - Jaurrieta        |
|                    | Eugui              | - -                  |  |                             | Pamplona Autobuses          | Pamplona - Jaurrieta        |